# Misvær
Misvær  (pitesamiska: Miedasværrda) är en tidigare tätort i Bodø kommun i Nordland fylke i norra Norge. Orten ligger vid där fylkesväg 812 möter fylkesväg 7484, längst inne vid Misværfjorden, en sydlig arm av Skjerstadfjorden, cirka 70 kilometer åt sydöst från staden Bodø. Den 1 januari 2015 hade hade orten 245 invånare.
Misvær är bland annat känd för den brunost som tidigare tillverkades där men som numera tillverkas på annan ort av mejeriföretaget TINE. Osten heter dock ändå trots det fortfarande Misvær-ost.
Tidigare har orten utgjort centralort i dåvarande Skjerstads kommun.
Sedan 2016 räknas orten inte längre som en tätort.